# 鹧鸪短腺吸虫
鹧鸪短腺吸虫（学名：Brachylecithum francolinum）为双腔科短腺属的动物。在中国大陆，分布于海南等地，营寄生生活，终末宿主鹧鸪以及寄生于肝脏胆管。该物种的模式产地在海南。